# Heinrich Kämpchen

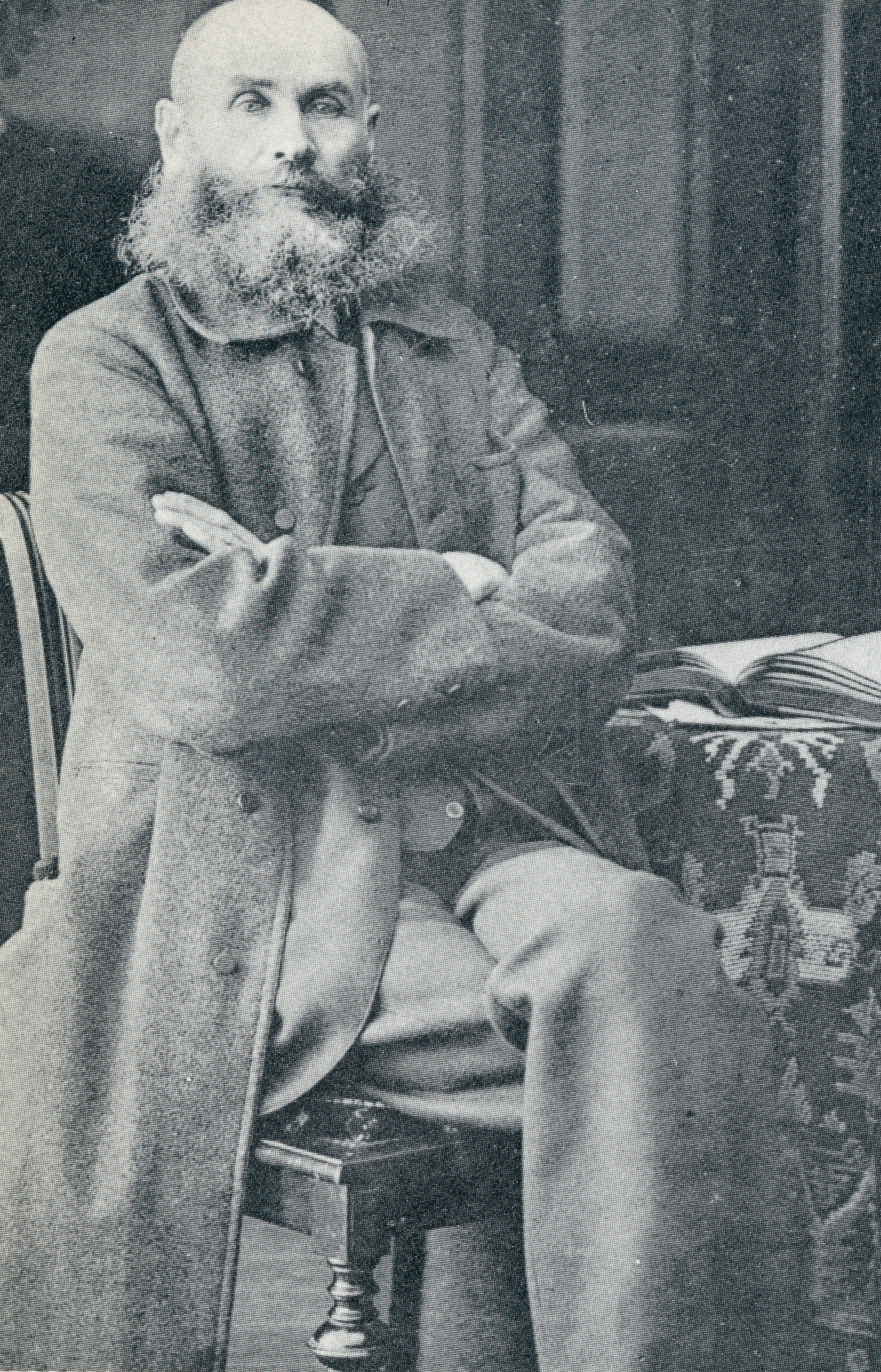
Heinrich Kämpchen, Bild von einer Autogrammkarte

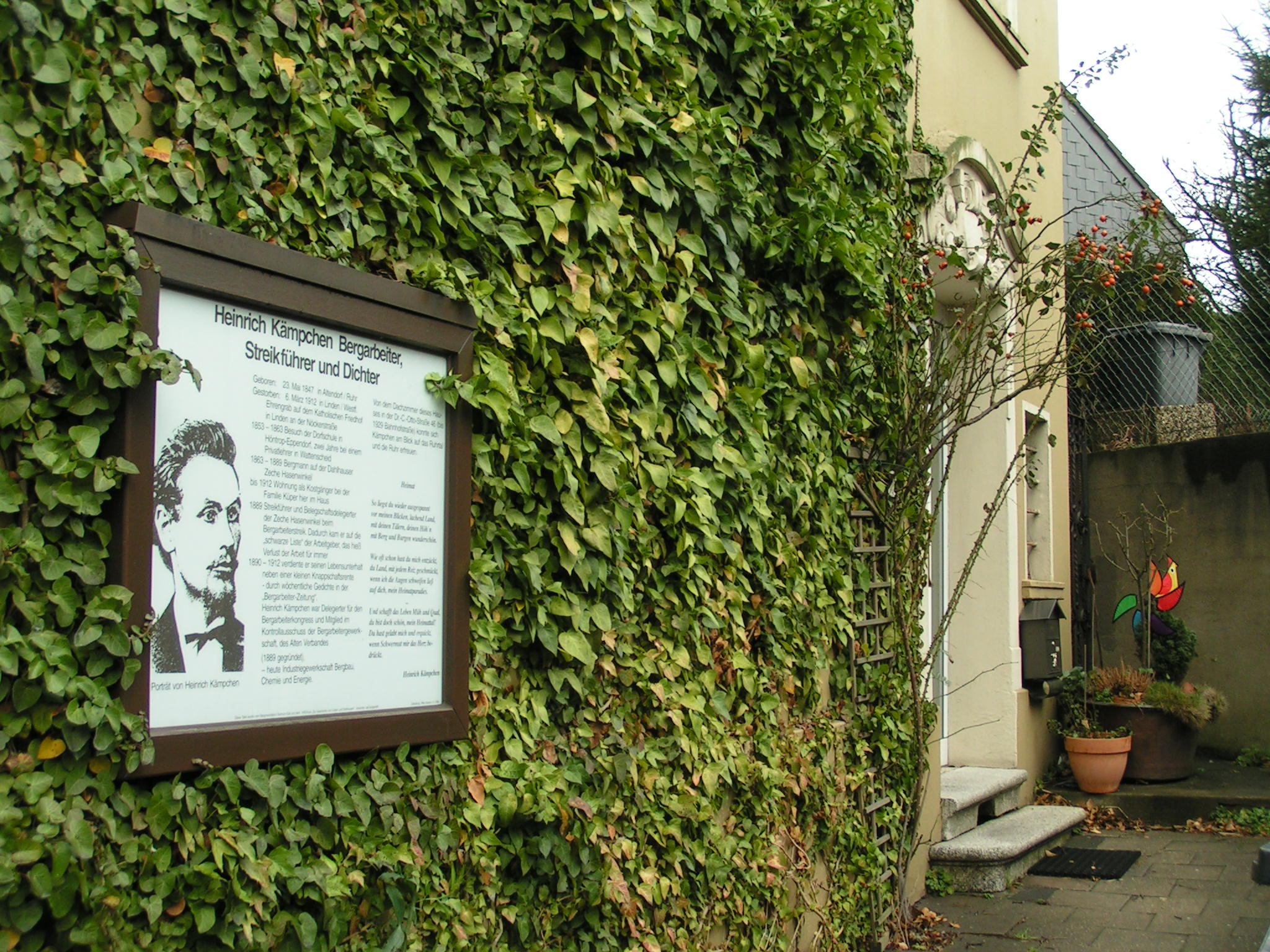
Gedenktafel für Kämpchen an seinem Haus in Linden

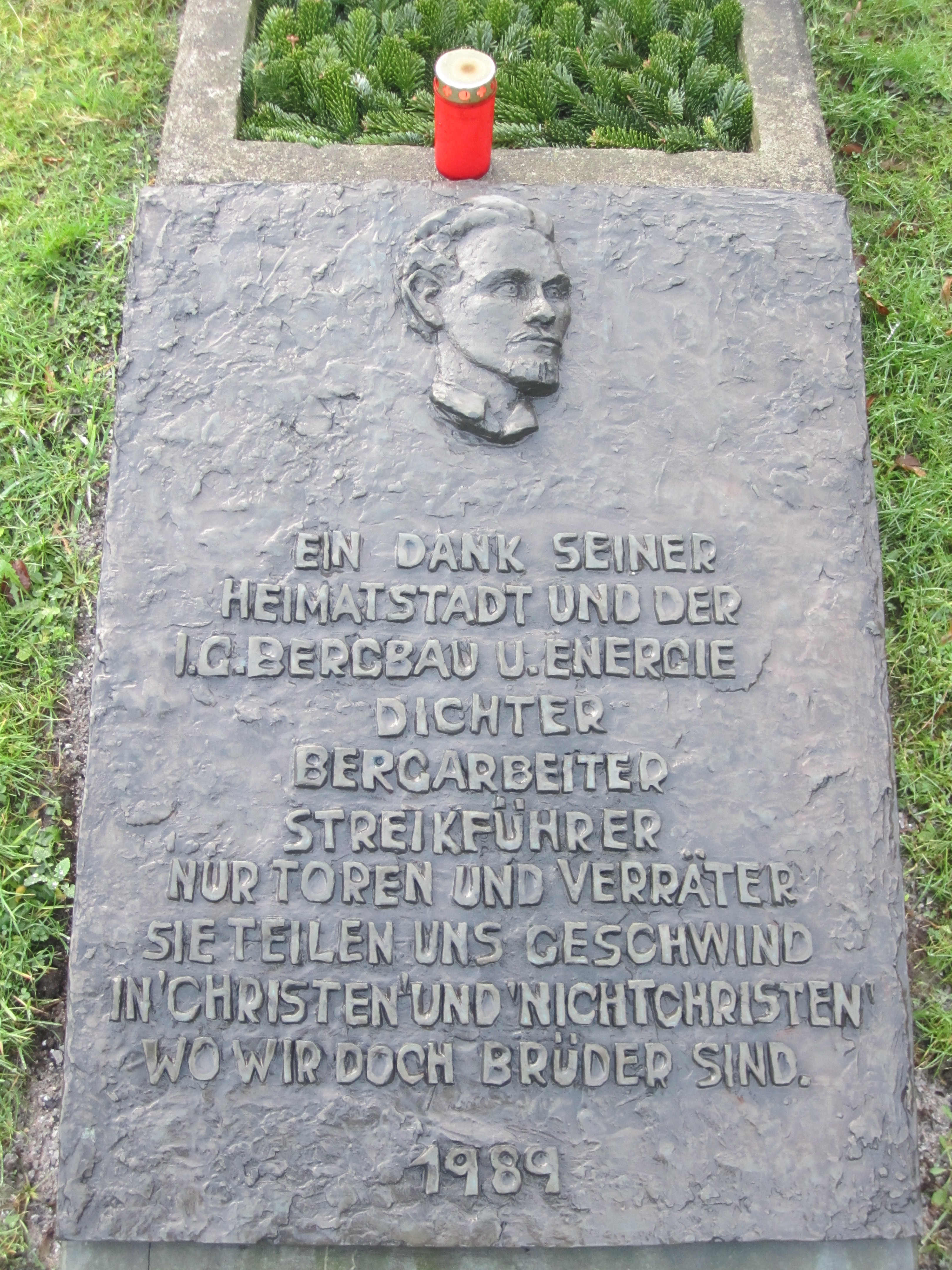
Heinrich Kämpchens Ehrengrab welches mit einer von Tisa von der Schulenburg gestalteten Gedenktafel bedeckt ist.

Heinrich Wilhelm Kämpchen (* 23. Mai 1847 in Altendorf an der Ruhr, heute Essen-Burgaltendorf; † 6. März 1912 in Linden, heute zu Bochum) war ein deutscher Bergmann und Arbeiterdichter.

## Leben
Heinrich Kämpchen war Sohn eines Bergmannes und wurde ebenfalls Bergmann. Über sein Leben ist wenig bekannt. Es ist nicht bekannt, wie lang er mit seinen Eltern und seinen Geschwistern, einem Bruder und zwei Schwestern, in Altendorf gelebt hat. Die häufige Behauptung, er sei schon mit 13 Jahren auf der Zeche Hasenwinkel in Linden eingefahren, kann nicht belegt werden. Auch kann er seine Bildung kaum im Elternhaus oder in der Volksschule erhalten haben. Er hatte eine einwandfreie Allgemeinbildung, Kenntnisse in der Literaturgeschichte, in der Metrik und literarischen Formenlehre. Somit gibt es Überlegungen, dass er vielleicht nach der Volksschule zwei Jahre Privatunterricht erhalten hatte, welche die Grundlagen gelegt haben, mit denen er sich später autodidaktisch sein umfangreiches Wissen angeeignet hat.
Zwischen Ende des mutmaßlichen Privatunterrichts und seiner ersten Einfahrt auf Hasenwinkel lagen ca. drei Jahre, die er auf einer anderen Zeche zugebracht haben muss. Er wird um 1865 / 1866 erstmals auf Hasenwinkel eingefahren sein, da seinen Entlassungspapieren von 1889 / 1890 eine Betriebszugehörigkeit von 24 Jahren bescheinigt.
Die durch die Reform des Knappschaftsrechts 1854 hervorgerufene Verschlechterung der Arbeitsbedingungen im Bergbau erlebte Heinrich Kämpchen an seinem Vater und später am eigenen Leib. Schon früh engagierte er sich für die Rechte der Bergleute. Politisch stand er der Sozialdemokratie nahe. Zwischen 1872 und 1874 besuchte er die Bergvorschule in Dahlhausen. Obwohl er diese erfolgreich absolvierte, verzichtete er auf seine Fortbildung zum Steiger. Mit Inkrafttreten der Sozialistengesetze 1878 kommt er auf die Schwarze Liste, polizeilichen Überwachungslisten, die im Rahmen der Verfolgung von Sozialdemokraten angelegt worden sind.
Er nahm als Delegierter der Zechenbelegschaft von Zeche Hasenwinkel als öffentlich wirkende Person am Streik der Ruhrbergarbeiter 1889 teil. In der Zeit wurde als Reaktion auf Streikbrecher das Gedicht Lumpenparade und ähnliche Werke von ihm veröffentlicht. Mit solchen und ähnlich aufrüttelnden Werken wurde Heinrich Kämpchen während des Streiks einer breiten Öffentlichkeit bekannt. Von den Bergleuten als Held gefeiert, avancierte er bei den Arbeitgebern, speziell auf seiner eigenen Zeche Hasenwinkel zur Persona non grata.
Er wird Ende 1889 oder Anfang 1890 vorgeblich wegen der Folgen eines Arbeitsunfalls entlassen, den er wahrscheinlich zwei Jahre zuvor erlitten hatte. Auf Lebenszeit ausgesperrt und obwohl 1890 das Sozialistengesetz seine Gültigkeit verloren hatte, blieb er weiterhin unter Überwachung der Obrigkeit.
Durch die karge Invalidenrente, die gerade zum Überleben reichte, lebte er fortan in großer Armut. Zwar machte er die Literatur fortan zu seinem Beruf, bekam aber nur bescheidene Honorare. Seine Gedichte wurden in der Bergarbeiter Zeitung und vereinzelt im „Wahren Jakob“ veröffentlicht.
Kämpchen unterhielt eine freundschaftliche Beziehung zu Georg Breuker, ebenfalls Bergmann und sozialkritischer Dichter. Etwa seit 1877 bis zu seinem Tod lebte Kämpchen als Kostgänger bei einer Familie in Linden. Er war zeitlebens nicht verheiratet.
Bei seiner Beerdigung im März 1912 bezeugte die Teilnahme von mehreren tausenden Trauernden deutlich, dass er als „Sänger des Proletariats“ galt.
Seit März 2014 wird sein Grab auf dem katholischen Friedhof Linden in der Route der Industriekultur in mehreren Themenrouten aufgeführt.

## Literarisches Schaffen
Heinrich Kämpchen war einer der talentiertesten sozialistischen Dichter seiner Zeit, der mit großer Emotionalität die Sorgen und Nöte der Bergarbeiter thematisierte. Er mahnte sie eindringlich zur Solidarität und schilderte die Arbeit im Bergbau und den Alltag ohne Verklärung.
Vorbild war ihm die engagierte Vormärzlyrik, während er politisch von Ferdinand von Lassalles Schriften beeinflusst wurde. Sein Werk ist gekennzeichnet durch die Bevorzugung einer politischen Lyrik mit deutlichen Bezügen zu tagespolitischen Geschehnissen. Erste Veröffentlichungen erscheinen 1889. Mit der im selben Jahr wöchentlich erscheinenden „Deutschen Bergarbeiter Zeitung“ erhält er ein Forum, das seine Werke regelmäßig veröffentlicht. Er verfasste auch den Text für das „Internationale Knappenlied“, das in sozialistischen Kreisen weite Verbreitung fand.
Vor dem Hintergrund der herben Schönheit seines geliebten Ruhrgebiets verfasste er auch Naturgedichte, in denen man seine Liebe zu den „Ruhrlanden“ erkennt.
Sozialkritische Literatur gab es auch schon vor den Veröffentlichungen von Heinrich Kämpchen, aber er ist einer der ersten sozialkritischen Dichter, die selbst dem Arbeitermilieu entstammen. Viele seiner Gedichte geben die Arbeitsbedingungen des Bergmannes so anschaulich-konkret wieder, wie es nur ein Autor schildern kann, der selbst unter Tage gearbeitet hat.

## Ehrungen
- In Bochum-Linden, Bottrop-Fuhlenbrock, Essen-Burgaltendorf, Hattingen-Welper und Herne-Eickel sind Straßen nach ihm benannt.
- In Bochum-Linden ist eine Hauptschule nach ihm benannt
- Gedenktafel an seinem Wohnhaus in Linden
- Grabstätte auf dem katholischen Friedhof Linden, seit 1989 mit einer von Tisa von der Schulenburg gestalteten Gedenktafel bedeckt

## Werke
- Aus Schacht und Hütte. Gedichte. Möller, Bochum 1899.
- Neue Lieder. Gedichte. Hannsmann, Bochum 1904.
- Was die Ruhr mir sang. Hannsmann, Bochum 1909.
- Aus der Tiefe. Hrsg. und eingeleitet von Wilhelm Helf. Hansmann, Bochum 1931.
- Das Lied des Ruhrkumpels. Hrsg. und eingeleitet von Waltraut Seifert und Erhard Scherner. Verlag des Ministeriums für Nationale Verteidigung, Berlin 1960.
- Durch Nacht zum Licht. Gedichte und Lieder aus dem Bergmannsleben 1889–1912. Ausgewählt und eingeleitet von Wilhelm Helf. Hrsg. von der Industriegewerkschaft Bergbau und Energie. Industriegewerkschaft Bergbau und Energie, Bochum 1962.
- Seid einig, seid einig – dann sind wir auch frei. Hrsg. von Rolf-Peter Carl. Asso-Verlag, Oberhausen 1984, ISBN 3-921541-54-9
- Lesebuch Heinrich Kämpchen. Zusammengestellt und mit einem Nachwort von Joachim Wittkowski, Verlag Aisthesis, 2013, ISBN 978-3-89528-911-8